# Système d'exploitation distribué
 (septembre 2020).
Si vous disposez d'ouvrages ou d'articles de référence ou si vous connaissez des sites web de qualité traitant du thème abordé ici, merci de compléter l'article en donnant les références utiles à sa vérifiabilité et en les liant à la section « Notes et références ».
Un système d'exploitation distribué est une couche logicielle au dessus d'un ensemble de nœuds de calculs indépendants, communiquant par un système de réseau propre ou général.
Chaque nœud comprend dans ce type de système d'exploitation un sous ensemble de l’agrégat global. Chaque nœud comporte son propre noyau servant à contrôler le matériel et les couches basses des communications en réseau. Des logiciels de plus haut niveau sont chargés de coordonner les activités collaboratives de l'ensemble de la grappe et des éléments de chacun de ces nœuds.

## Quelques systèmes d'exploitations distribués
- Inferno
- MOSIX
- Plan 9
- RaiseOS